# Apolinário Porto-Alegre
Apolinário José Gomes Porto-Alegre (Río Grande, 29 de agosto de 1844 — Porto Alegre, 23 de marzo de 1904) fue un escritor, historiógrafo, poeta y periodista brasileño. Fue uno de los fundadores de la Sociedad Partenón Literario. Está considerado como uno de los escritores más importantes de Río Grande del Sur. 

## Biografía
Apolinário Porto-Alegre fue hijo de Antônio José Gomes Porto-Alegre, inspector de aduana de Río Grande, Río Grande del Sur, y de Joaquina Delfina da Costa Campelo Porto-Alegre. Sus dos hermanos, Apeles y Aquiles Porto-Alegre, también fueron escritores.
Hasta los quince años cursó estudios en una escuela particular de Río Grande, dirigida por su primo Fernando Ferreira Gomes (1830 - 1896, hijo del pionero del periodismo gaúcho Vicente Ferreira Gomes), quien dirigía su propio establecimiento de enseñanza desde 1853.
En 1859, al establecerse su familia en Porto Alegre, inició estudios en el área de humanidades. Dos años después, en 1861, comenzó un curso en la facultad de Derecho de São Paulo, pero no lo concluyó debido al fallecimiento de su padre en septiembre de 1863. Regresó a su estado natal y comenzó a trabajar como profesor particular para poder sustentar a su familia. Allí fue contratado después en la escuela particular del médico Cyro José Pedrosa, un nombre reconocido en el ámbito de la enseñanza de la entonces provincia de Río Grande del Sur. Pasó después a dirigir sus propias escuelas y en 1867 fundó, con la colaboración de su hermano Aquiles, su primer establecimiento de enseñanza: el colegio Porto Alegre.
En 1870, y con la ayuda de su hermano Apeles, creó el colegio Rio-Grandense. Dejó a su hermano a cargo de la dirección en 1876, para fundar junto a Hilário Ribeiro el Instituto Brasileiro. Fue su proyecto más importante y funcionó por 16 años hasta su cierre en 1892. Esta escuela, ubicada en la estrada del Caminho do Meio, en los suburbios de Porto Alegre, funcionaba como internado y buscaba ofrecer, además de una educación formal, una formación integral que habilitase a una nueva generación a construir un nuevo país republicano. En una época en que no existía un partido republicano en la provincia, en la escuela se conmemoraban fechas como la revolución Francesa y la revolución Farroupilha.

### Sociedad Partenón Literario
Junto a Antônio Vale Caldre Fião y un grupo de republicanos y liberales fundó el 18 de junio de 1868 en Porto Alegre, la Sociedad Partenón Literario, de carácter romántico y regionalista.
A partir de 1869 la sociedad publicó la Revista Mensal, en la que aparecieron los primeros trabajos de Apolinário Porto-Alegre: novelas, cuentos, obras teatrales, poesía y crítica literaria.
En 1870 un grupo de escritores de la sociedad creó otro periódico, llamado Murmúrios do Guaíba, que hacía foco en la historia, tradiciones, literatura, música y otros aspectos culturales de Río Grande del Sur. En este periódico Porto-Alegre utilizó varias veces los seudónimos de Iriema o Bocaccio. Las versiones sobre el origen de la nueva publicación difieren entre un distanciamiento del grupo que la creó con el resto de la sociedad Partenón Literario, y la considerada más probable, que atribuye la nueva revista a la interrupción temporal de la edición de la Revista Mensal en diciembre de 1869, pues ambas utilizaron la misma estructura de divulgación literaria.
Colaboró con A Imprensa, el primer diario republicano de Río Grande del Sur, fundado por su hermano Apeles. Durante la exposición Brasileño-Alemana criticó duramente a Carlos von Koseritz por la forma en que la exposición fue conducida.
También colaboró con otras revistas y diarios. Entre ellos: A Reforma, A Democracia, A Federação, Gazeta de Porto Alegre, Jornal do Commercio, O Guarani y O Industrial.

### Actuación política
Fue un firme defensor de la implantación del sistema republicano en Brasil. Fundó el Club Republicano con el propósito de difundir el ideario republicano. Por diferencias internas se retiró del club para fundar la União Nacional, con el apoyo del partido Liberal. Este nuevo grupo se convirtió en el partido Federalista de Río Grande del Sur.
En 1889, después de la proclamación de la república en Brasil, se alió a Gaspar da Silveira Martins en su lucha contra el mariscal Deodoro da Fonseca.
Afectado por la muerte en 1891 de una hija de 12 años de edad, América, y de su mujer Elisa Gama cuatro meses después, con quien se había casado en 1874 y tuvo 8 hijos, se mudó a Casa Branca, una edificación que funcionó como cuartel general y hospital de los farrapos, durante el cerco que mantuvieron en la capital estatal.
Después del contragolpe victorioso de Júlio de Castilhos en junio de 1892, fue apresado el 4 de julio junto con otros opositores. Liberado algunos días después, desde las páginas de A Reforma inició una virulenta campaña contra el gobierno. Debido a las persecuciones políticas provocadas por la revolución Federalista de 1893 se refugió en Santa Catarina y en Montevideo. Regresó a Río Grande del Sur con la pacificación de 1895 y retomó su trabajo como periodista.
Falleció en 1894, en la Santa Casa de Misericórdia de Porto Alegre, víctima de tuberculósis y en medio de importantes dificultades financieras.

## Obras
Su obra literaria se caracteriza por el regionalismo y el romanticismo. La historia y las tradiciones de Río Grande del Sur es uno de sus temas principales. Su principal obra es la novela O Vaqueano, de 1872. Algunos críticos afirman que está inspirada en la novela O Gaúcho, de José de Alencar.
Cuentos
- Paisagens (1874)

Historiografía
- História da Revolução de 1835

Poesía
- Poesias bromélias (bajo el seudónimo de Iriema) (1874)
- Cabila (1874)
- Flores da morte (póstumo) (1904)

Novelas
- Os palmares (1869)
- O vaqueano (1872)
- Feitiço de uns beijos (1873)
- Lulucha (publicada en la revista O Guarani) (1874)
- Crioulo do pastoreio (1875)
- Gracina
- Vaqueiro
- Flor da laranja
- Os dois amores
- O homem e o século

Teatro
- Cham e Jafé (drama) (1868)
- Benedito (comedia) (1872)
- Sensitiva (drama) (1873)
- Mulheres! (comedia) (1873)
- Jovita (colaboración de Meneses Paredes)
- Os filhos da desgraça (drama) (1874)
- Epidemia política (comedia) (1874)
- Ladrões da honra (drama) (1875)

Otros
- Viagem a Laguna (1896)
- Populário sul-rio-grandense
- Morfología ário-guaranítica (1880)
- Dialeto nacional

Contribuciones
- Dicionário, de Caldas Aulete
- Dicionário de vocábulos brasileiros, de Beaurepaire-Rohan
- Raízes do português falado no Brasil
- Vocabulário sul-riograndense, de Romaguera Correia